# Frassine (Monterotondo Marittimo)
Frassine è una frazione del comune italiano di Monterotondo Marittimo, nella provincia di Grosseto, in Toscana.

## Storia
Il borgo di Frassine nacque nel VI secolo con il nome di Gualdo del Re, come insediamento longobardo. Intorno all'anno Mille appare per la prima volta con il nome Frassine, dovuto alla presenza del Fraxinus excelsior, albero legato alle tradizioni nordiche che veniva arso come rituale per scacciare gli spiriti maligni dei boschi. Piccolo centro di boscaioli e taglialegna, immerso nelle faggete delle Colline Metallifere, ricevette una certa importanza quando, sui ruderi della vecchia chiesa di Santa Maria in Frassineto, attestata già nei secoli XIV e XV, fu costruito il Santuario della Madonna, ampliato poi nel corso del Seicento e del Settecento.
Il 16 febbraio 1944, Frassine fu luogo di uno scontro armato tra partigiani e fascisti che si concluse con la sconfitta dei membri della 3ª brigata Garibaldi: cinque di loro furono pugnalati a morte nel podere Campo al Bizzi dalle milizie fasciste e altri quattordici catturati e portati a Firenze.

## Monumenti e luoghi d'interesse
Il maggiore luogo di interesse è il Santuario della Madonna del Frassine, oltre ad altri edifici abitativi che risalgono al Settecento. Nel centro del paese si trova un monumento ai caduti del febbraio 1944 durante lo scontro a fuoco e sul podere di Campo al Bizzi è stata posta una lapide commemorativa.
Qui si trovava la vecchia chiesa di San Regolo in Gualdo, oggi scomparsa.

## Società

### Evoluzione demografica
Quella che segue è l'evoluzione demografica della frazione di Frassine. Sono indicati gli abitanti dell'intera frazione e dove è possibile la cifra riferita al solo capoluogo di frazione. Dal 1991 sono contati da Istat solamente gli abitanti del centro abitato, non della frazione.
| Anno | Abitanti | Abitanti       |
| Anno | Frazione | Centro abitato |
| ---- | -------- | -------------- |
| 1833 | 436      | -              |
| 1845 | 485      | -              |
| 1961 | 458      | 70             |
| 1981 | 226      | 36             |
| 2001 | -        | 26             |
| 2011 | -        | 53             |